# Barbara J. Meyer
Barbara Jean Meyer (* 1949) ist eine US-amerikanische Genetikerin und Entwicklungsbiologin an der University of California, Berkeley. Sie gilt als international führend auf dem Gebiet von Struktur und Funktion von Chromosomen.
Meyer erwarb an der Stanford University einen Bachelor und bei Mark Ptashne an der Harvard University einen Ph.D. in Biochemie und Molekularbiologie. Als Postdoktorandin arbeitete sie bei dem späteren Nobelpreisträger Sydney Brenner am Medical Research Council in Cambridge. Eine erste Professur erhielt Meyer am Massachusetts Institute of Technology, bevor sie 1990 an die University of California, Berkeley wechselte. Seit 1997 forscht sie zusätzlich für das Howard Hughes Medical Institute.
Meyer verwendet Caenorhabditis elegans als Modellorganismus. Sie untersucht, wie über die Zahl der X-Chromosomen das Geschlecht dieser Tiere determiniert wird (XX=weiblich, X0=männlich) und wie über epigenetische Prozesse die notwendige Dosiskompensation für das zweite X-Chromosom reguliert ist (unter anderem durch Proteine, die Homologien zu Condensinen aufweisen, die eine Rolle bei Meiose und Mitose spielen) sowie die Mechanismen, die auf genetischer und epigenetischer Ebene schließlich die phänotypischen Geschlechtsunterschiede bewirken. Ihre Arbeiten lieferten grundlegende Einblicke in die Mechanismen der Genregulation.
Barabra J. Meyer ist seit 1995 Mitglied der American Academy of Arts and Sciences, seit 2000 Mitglied der National Academy of Sciences und seit 2014 Mitglied der American Philosophical Society. Sie erhielt 2010 die Genetics Society of America Medal, 2017 den Amory Prize der American Academy of Arts and Sciences und 2018 sowohl die E. B. Wilson Medal der American Society for Cell Biology als auch die Thomas Hunt Morgan Medal der Genetics Society of America.